# Сурводутид
Сурводутид (BI 456906) - експериментальний лікарський засіб,  пептид, що діє як подвійний агоніст рецепторів глюкагону та GLP-1. На відміну від інших подвійних агоністів GLP-1/глюкагону, він є аналогом глюкагону, а не аналогом оксинтомодуліну. Розроблений компанією Boehringer Ingelheim як ліки для схуднення та для лікування метаболізм-асоційованої жирової дистрофії печінки.    Вводиться підшкірно раз на тиждень.
Станом на січень 2025 року тривають клінічни дослідження 3 фази.